# Variables d'échelle de Bjorken
 (novembre 2020).
Les variables d'échelle de Bjorken sont des variables cinématiques sans dimension, comprises entre 0 et 1, définies dans le cadre de la diffusion des particules, introduites par James Bjorken. Originellement, il n'y a qu'une variable de Bjorken, mais il est fréquent de lui voir associée une deuxième variable :
- {\displaystyle x=Q^{2}/2p.q}. C'est la variable de Bjorken originelle. Dans le cadre du modèle des partons et sous certaines hypothèses, la valeur de cette variable représente la fraction d'impulsion du nucléon portée par la partie du nucléon ("parton") qui interagit avec le photon. Pour une collision élastique, x est égal à 1.
- {\displaystyle y=p.q/p.k}. Cette variable sans nom est souvent associée à la variable de Bjorken originelle. Elle représente la fraction d'énergie perdue par le lepton (ou l'« inélasticité » de l'évènement).